# Spiral Shadow
Spiral Shadow – piąty album grupy Kylesa, wydany 25 października (26 października w USA) 2010 roku przez Prosthetic Records.
Album znalazł się na 44. miejscu 50. najlepszych albumów 2010 roku zdaniem Pitchforka.

## Lista utworów
1. „Tired Climb” – 3:20
2. „Cheating Synergy” – 2:51
3. „Drop Out” – 4:29
4. „Crowded Road” – 3:29
5. „Don’t Look Back” – 3:20
6. „Distance Closing In” – 3:51
7. „To Forget” – 3:32
8. „Forsaken” – 3:41
9. „Spiral Shadow” – 5:12
10. „Back And Forth” – 2:33
11. „Dust” – 3:44

## Personel
- Phillip Cope – gitara, wokal
- Laura Pleasants – gitara, wokal
- Carl McGinley – perkusja
- Tyler Newberry – perkusja
- Corey Barhorst – bas, keyboard